# Irina Slavina
Irina Iosifovna Toerova-Slavina (Russisch: Ирина Иосифовна Турова-Славина) (Homel, 10 augustus 1979) is een Russische schaakster met een FIDE-rating van 2391 in 2005 en rating 2413 in 2017. Zij is een grootmeester bij de dames (WGM).
- In 2003 won ze met 6 pt. uit 9 het Russische kampioenschap voor vrouwen.[1]
- Van 8 t/m 10 juli 2005 werd in Haarlem het vierde ROC Nova College Schaaktoernooi verspeeld. Er waren meer dan 190 deelnemers en drie schakers eindigden met 5.5 uit 6, t.w. Friso Nijboer, Erwin l'Ami en Edwin van Haastert. Na de tie-break werd Friso eerste. Vijf spelers eindigden met 5 punten, nl Sergej Tiviakov, Vladimir Jepisjin, Lev Gutman, Harmen Jonkman en Irina Slavina.

## Persoonlijk leven
Slavina is getrouwd met de Russische GM Maksim Toerov; haar formele naam is sindsdien Irina Slavina Turova.

## Externe koppelingen
- (en)   Informatie over schaakpartijen van Irina Slavina op ChessGames.com
- (en)   Informatie over schaakpartijen van Irina Slavina op 365chess.com
- (en)  FIDE-ratinggegevens voor Irina Slavina